# Maria-sama ga Miteru
Maria-Sama ga Miteru (マリア様がみてる; "A Virgem Maria vela por ti"), normalmente abreviado para Marimite (マリみて), é uma série escrita por Oyuki Konno (o 24.º volume foi lançado em Março de 2006) que posteriormente foi adaptada em uma série de mangás pelo ilustrador Satoru Nagasawa em 2003 e depois, em 2004, em um shōjo de quatro temporadas exibidos pela TV Tokyo, sendo que a terceira temporada é uma série de OVAS.

## História
A história se passa na escola católica Lillian, somente para meninas. O foco é voltado para os personagens e as suas respectivas interações. Um aspecto interessante é o uso da língua francesa (de fato, o subtítulo é La Vierge Marie vous regarde, A virgem Maria vos guarde, em francês), muito embora não seja necessário fluência nessa língua para entender a trama.
A escola, a qual foi fundada em 1902 em Musashino, Tóquio é tida como elegante, pura e bastante prestigiada. As estudantes são bastante respeitáveis e comportadas. Na escola há uma tradição conhecida como Sistema Soeur (Soeur em francês significa Irmã), na qual uma aluna do segundo ou terceiro ano, a Grande Soeur (Irmã Maior) dará seu Rosário a uma estudante primária, a Petite Soeur (Irmã Menor), prometendo cuidar e guiá-la. No começo da história, a novata Yumi Fukuzawa é inesperadamente abordada com o pedido de ser petite soeur da secundarista Sachiko Ogasawara.

## Personagens
Fukuzawa Yumi (福沢 祐巳)(dublada por Kana Ueda)A protagonista da série, Yumi é bastante tímida e insegura. Ela gosta de Sachiko mas constantemente se questiona se isso é recíproco.
Ogasawara Sachiko (小笠原 祥子) (dublada por Miki Ito)Fina e elegante, Sachiko tem um lado áspero e outro bastante doce. Ela tem cuidados e também um enorme ciúme sobre Yumi. Tem futuro marido, mas não ama ele. Gosta de Yumi.
Mizuno Yoko (水野 蓉子)Calma e reservada, mas sempre com um sorriso discreto no rosto, Yoko é a 'Grande Soeur' de Sachiko. Já foi bastante especulado se ela possivelmente teria algum sentimento especial por Sato Sei.
Shimazu Yoshino (島津 由乃) (dublada por Haruna Ikezawa)Yoshino é uma garota bastante doente e recebe constantes cuidados da sua 'Grande Soeur', Rei. Yoshino, porém, é bastante independente em muitos aspectos, o que constrasta com seu físico frágil e bonito. Yoshino e Rei além de serem primas são vizinhas.
Hasekura Rei (支倉 令) (dublada por Shizuka Ito)Rei, a 'grande soeur' de Yoshino, é uma das personagens mais femininas. Apesar de praticar kendo, adora cozinhar e fazer artes manuais.
Torii Eriko (鳥居 江利子 (dublada por Hitomi Nabatame)A grande soeur de Rei e uma das mais respeitadas do Yamayurikai. Certa vez afirmou que a escolha de Rei como petite foi somente 'para ver se algo interessante ocorreria'.
Tsukiyama Minako (築山 美奈子) (dublada por Yuko Kaida)Editora chefe e presidente do jornal do colégio, Lillian Kawaraban. Mostra-se bastante dedicada ao seu cargo de presidente, e as vezes demonstra alguma afeição por Yumi.
Takeshima Tsutako (武嶋 蔦子) (dublada por Rina Satou)Amiga de Yumi e ávida fotógrafa do jornal da escola, está sempre a procura de notícias sobre o Yamayurikai.
Yamaguchi Mami (山口真美) (dublada por Chiwa Saitō)Integrante da equipe do jornal, Mami também está sempre a procura de furos jornalísticos.
Kanina Shizuka (蟹名 静) (dublada por Rino)Também conhecida como Rosa Canina, é um dos destaques do coro da escola. Inicialmente era admiradora de Sei, mas em seguida mostra-se interessada pela Petite Soeur desta, Shinako. Deixa a escola Lillian no final do segundo ano para seguir sua carreira de cantora na Itália.
Matsudaira Touko (松平 瞳子)(dublada por Kugimiya Rie)Uma parente distante de Sachiko e importante personagem dos últimos episódios da mais recente temporada do anime. Faz parte do clube de Teatro e é apelidada de 'Mechanical Drill' por Satou Sei.
Arima Nana (細川 可南子) (sem voz)Uma garota do terceiro ano do colegial da escola Lillian, grande promessa de ser a Petite Soeur de Shimazu Yoshino.
Nijou Noriko (加東 景) (dublada por Kaori Shimizu)Seu forte temperamento contradiz sua aparência calma, é a Petite Souer de Shimako.
Katsura (桂) (dublada por Noriko Shitaya)Colega de classe de Fukuzawa Yumi no primeiro ano. Integrante do clube de tênis.
Kubo Shiori (久保 栞) (dublada por Akiko Nakagawa)Amiga de Satō Sei's e colega de sala de Ogasawara Sachiko's. Deixa o Lillian no seu primeiro ano para alcançar o sonho de se tornar freira.

## O Yamayurikai
Grande parte da história de Marimite ocorre em torno do Yamayurikai, o conselho das estudantes. O Yamayurikai consiste de 3 cargos chamados 'rosas': Rosa Foetida (Austrian Cooper), Rosa Gigantea (a rosa selvagem de Manipur) e Rosa Chinesis (uma coleção de subespécies conhecidas como Rosa da China). A Petite Soeur de uma Rosa é chamada en bouton (Francês - 'a desabrochar') - por exemplo, Rosa Chinesis en bouton é, não oficialmente, considerada parte do Yamayurikai, assim como sua Petite Souer en bouton (caso venha a ter). Muito embora os cargos no Yamayurikai sejam tradicionalmente passados da en bouton que se gradua para sua Petite Soeur, ocorre uma eleição para esses cargos (parte explorada na primeira temporada).
Muitos dos personagens principais são membros do Yamayurikai. A tabela a seguir mostra a tabela de relacionamento Soeur no começo da história.
|                              | Foetida                    | Chinensis                    | Gigantea                |
| ---------------------------- | -------------------------- | ---------------------------- | ----------------------- |
| Rosa ~                       | Eriko Torii (3.º. ano)     | Yōko Mizuno (3.º. ano)       | Sei Satō (3.º. ano)     |
| Rosa ~ en bouton             | Rei Hasekura (2.º. ano)    | Sachiko Ogasawara (2.º. ano) | Shimako Tōdō (1.º. ano) |
| Rosa ~ en bouton petite sœur | Yoshino Shimazu (1.º. ano) | Yumi Fukuzawa (1.º. ano)     | (não tem)               |